# Оскар Шиндлер
Оскар Шиндлер (на немски: Oskar Schindler; * 28 април 1908 в Свитау, Моравия, Австро-Унгария; † 9 октомври 1974 г. в Хилдерсхайм, Германия) е германски индустриалец.
По време на Втората световна война спасява живота на близо 1200 евреи, като ги наема на работа в своите фабрики за емайл и амуниции в Чехия и Полша.

## Биография

### Ранни години
Роден е на 28 април 1908 г. в Цвитау (днес Свитави) като син на производителите на селскостопански машини Ханс Шиндлер и Лусия Франциска. Има по-малка сестра – Елфреде. Въпреки че е с католическо възпитание, той не е религиозен и като дете често играе със съседските еврейски деца. Оскар посещава основно и средно училище и завършва инженерство.
На 20-годишна възраст се жени за Емилие Пелцл, дъщеря на заможен земеделец. Малко след годежа е повикан на военна служба.
След затваряне на предприятието на баща му, под въздействие на икономическата криза, Шиндлер става агент на Абвера (1935 – 1939), под ръководството на Вилхелм Канарис. Пращан е в Острава и Бреслау (дн. Вроцлав). За прикритие е ръководител на отдела по продажби на остравски електроуреди в Бърно. През 1935 г. става член на националсоциалистическата партия на Конрад Хенлайн. Неговата работа като шпионин е разкрита и заради предателство към чешките железопътни тайни е обвинен в държавна измяна и осъден на смърт. Само хитлеровото нападение над Чехия предотвратява изпълнението на смъртната присъда.
За да си осигури задачи, става член на Националсоциалистическата германска работническа партия, но същата година напуска заради длъжност при командира на армейския корпус във Вроцлав.

### Спасяване на евреи
През октомври 1939 г. Шиндлер поема (отначало под наем, след това купува) фабриката за емайлирани съдове „Deutsche Emaillewaren-Fabrik (DEF)“, принадлежала преди това на евреин. Посредством сделки на черно и с помощта на своя счетоводител Ицхак Щерн, полски евреин, фабриката покачва капитала си. Малката фабрика в Zablocie, близо до Краков, която произвежда кухненски съдове, се издига главоломно. Само след 3 месеца има 250 полски работници, от които 7 са евреи. До края на 1942 г. тя е огромна фабрика с площ от над 45 000 m² и почти 800 работници. От тях 370 са евреи от гетото в Краков.
Шиндлер, авантюрист и играч, възприема нов стил на живот и се наслаждава на живота от все сърце. От съвременниците си е описван като добре изглеждащ висок мъж, бързо свикващ със ситуациите. Знаел е как да се забавлява и да флиртува с жени. Това, което го отличавало от другите, е човешкото му отношение в работата, особено към евреите.
Шиндлеровата съпротива срещу режима не се заражда въз основа на идеологически причини. Преди безпринципен опортюнист, тогава се опълчва срещу бруталността на националсоциалистите към безпомощното еврейско население. Старае се да забогатее, за да спаси живота на колкото се може повече евреи от националсоциалистите. Впоследствие не само дава всичко от себе си за целта си, но излага в опасност и собствения си живот.
Най-голямата помощ на Шиндлер за спасяванията била фабриката му, произвеждала „важна за войната продукция“. Тя му позволявала не само да завърже изгодни търговски контакти, но също и да привлече еврейски работници, стоящи под контрола на СС. Шиндлер не се страхува да лъже или да фалшифицира документи на деца и академици като квалифицирани металоработници. Неколкократно е разпитван от Гестапо заради нередности или облагодетелстване на евреите, но не е обезкуражен. През 1943 г. Шиндлер пътува по покана на еврейска организация към Будапеща за среща с унгарски евреи. Описва раздвоената ситуация на полските евреи и дискутира възможности за помощ.
През март 1943 г. краковското гето е разчистено, оставащите евреи са изпратени в трудовия лагер в Плашов, близо до Краков. Шиндлер убеждава бруталния комендант на лагера СС-подполковник Амон Гьот да разреши личната документация (материали) на работниците в завода му. С този документ Шиндлер успява да предложи на работниците сравнително добри условия за работа. Успява да задоволи нуждата от храна, като купува продукти на черния пазар. На СС-пазачите на лагера било забранено стъпването в територията около фабриката. Прочутият „списък на Шиндлер“ е съставен от секретаря на Амон Гьот Митек Пемпер, близък съратник на Шиндлер, който добавя още няколко имена.
В края на 1944 г. заради настъпването на Червената армия Плашов, заедно с всички изправителни работници, трябвало да бъде разчистен. Близо 20 000 евреи са изпратени в лагери на смъртта. Шиндлер успява да получи разрешението от Главното командване на Вермахта да продължи производството на военна техника във фабрика в Брюнлитц (на немски: Brünnlitz), която купува заедно с жена си. Работниците, които ползва за тази фабрика, са спасените от него хора. Освен евреите от Плашов към „списъка“ влизат имена на хора, добавени от секретарката му Хинге Бергер. Опитва да спаси над 800 мъже, от които 700 евреи, и 300 жени. Преместването на мъжете в трудовия лагер Брюнлитц започва на 15 октомври 1944 г. в лагер Рогозница. Шиндлер обаче не успява да спаси жените, които са пратени в концлагера Аушвиц. Оскар успява да измъкне мъжете от лагера Рогозница. Секретарят му отива в Аушвиц и издейства освобождаването на жените. Това е единственият случай, при който толкова голяма група напуска лагер на смъртта.
Оскар и Емилие Шиндлер спасяват още 120 евреи мъже от Аушвиц, работещи в каменоломна. През януари 1945 г. поради настъплението на Червената армия те са натоварени на 2 конски вагона и евакуирани на запад. След 7-дневно пътуване в екстремно студени условия и без храна и вода вагоните са поставени от СС службите пред вратата на фабриката на Шиндлер. Емилие попречва на СС-комендантите да изпращат вагоните нататък. Шиндлер убеждава комендантите на лагера, че затворниците са му нужни за фабриката. След отваряне на вагоните са открити 13 замръзнали и 107 души, нуждаещи се от спешна медицинска помощ. Никой от тях не стъпва във фабриката на Шиндлер. Той предотвратява изгарянето на труповете от СС-комендантите. Вместо това купува парцел земя, където са погребани според еврейския ритуал.
В последните дни на войната Шиндлер се вмъква нелегално в Германия, без никакви пари.

### След войната
Следвоенният период е по-неуспешен за Шиндлер. От ноември 1945 г. до май 1950 г. живее в Регенсбург. Известно време пребивава в Аржентина, където отглежда и развъжда нутрии, заради ценната им кожа. След като затваря фирмата си, работи като търговски представител и се връща отново в Германия. Заема се с циментна фабрика, но претърпява банкрут.
След като шиндлеровите евреи научават за нещастието му, го канят в Йерусалим. Оттогава Шиндлер води раздвоен начин на живот – едната половина от годината прекарва във Франкфурт, а през другата живее при спасените от него евреи в Йерусалим.
Последните години от живота си Шиндлер прекарва в нищета, съществувайки благодарение на помощи от еврейски организации и подаръци от спасени от него хора. Шиндлер умира през 1974 г. По негово желание е погребан в римокатолическото гробище в Йерусалим. Две години преди това на него е наименувана зала в Еврейския университет в Йерусалим. Там се съхранява книга, в която са описани делата на Шиндлер, и списъкът с имената на хората, спасени от него.

## Филми и книги
Всичко това става ясно на обществеността главно с филма Списъкът на Шиндлер, екранизация по книгата „Арката на Шиндлер“ на австралийския писател Томас Кенили (1982), удостоена с наградата Букър, и филмиран от режисьора Стивън Спилбърг.
Трябва да се отбележи, че образът на Шиндлер, представен в книгата на Кенили и във филма на Спилбърг, както и описанието на много исторически факти в тези произведения не съответстват на реалността. Така например, счетоводителят Ицхак Щерн нито един ден не е работил във фабриката на Шиндлер в Краков и е нямал отношение към съставянето на списъците на спасяваните евреи.

## Признания
„Който спасява един живот, спасява целия свят“ – гласи талмудският стих, гравиран върху пръстена, който евреите подаряват на Оскар Шиндлер.
На 5 ноември 1965 г. е награден с Федерален кръст за заслуги.
През 1967 г. Шиндлер е удостоен с наградата на Израелския мемориал в памет на жертвите от Холокоста („Яд ва-Шем“), а на 24 юни 1993 г. на него и жена му за спасяването на евреи е присвоено почетното звание „Праведник на света“.
По случай 100-годишнината от рождението на Шиндлер, на 10 април 2008 г., Германия пуска в продажба пощенска марка от 145 цента.